# Rhyncomya dasyops
Rhyncomya dasyops är en tvåvingeart som beskrevs av Mario Bezzi 1908. Rhyncomya dasyops ingår i släktet Rhyncomya och familjen Rhiniidae. Inga underarter finns listade i Catalogue of Life.